# Beringius
Beringius là một chi ốc biển cỡ lớn, là động vật thân mềm chân bụng sống ở biển trong họ Buccinidae.
Beringius là chi điển hình thuộc phân họ Beringiinae.

## Các loài
Theo Cơ sở dữ liệu sinh vật biển các loài sau với danh pháp hợp lệ được xếp vào chi Beringius:
- Beringius behringi (Middendorff, 1848)
- Beringius bogasoni Waren & Smith, 2006
- Beringius crebricostatus
- Beringius eyerdami A.G. Smith, 1959
- Beringius frielei Dall, 1895
- Beringius kenicottii (Dall, 1871)
- Beringius polynematicus Pilsbry, 1907
- Beringius stimpsoni (Gould, 1860)
- Beringius turtoni (Bean, 1834)
- Beringius undatus Dall, 1919

## Hình ảnh

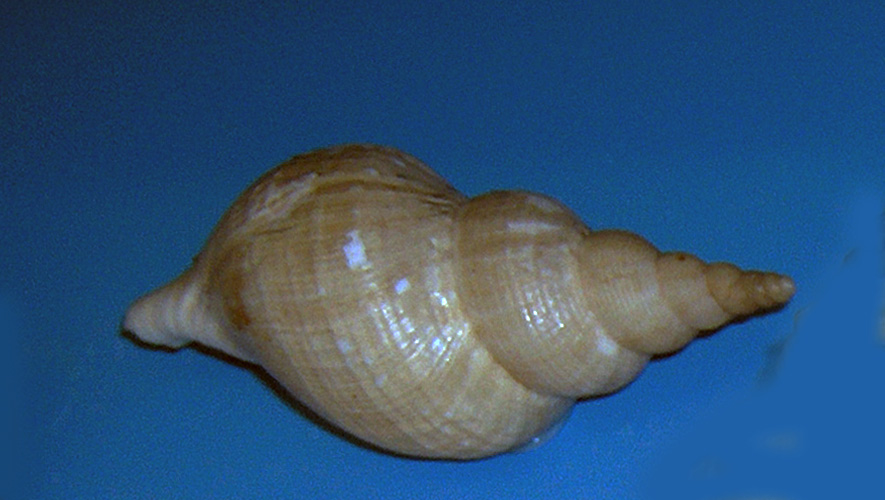
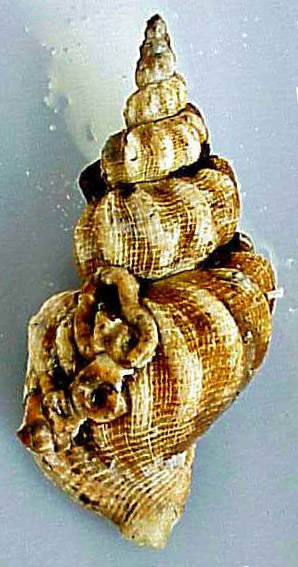